# Breitinden
Breitinden (deutsch: „Der breite Gipfel“) ist ein 1797 Meter hoher Berg in der Kommune Rauma, Fylke Møre og Romsdal in Norwegen im Reinheimen-Nationalpark. Er ist der höchste Berg des Gebirgszuges Trolltindene. Seine erste bekannte Besteigung von Romsdal aus wurde 1964 von Arne Randers Heen (Onkel von Jørgen Randers) durchgeführt.

## Geographische Lage
Der Breitinden liegt östlich des von der Istra durchflossenen Isterdalen mit der Trollstigen und westlich des von der Rauma durchflossenen Romsdal. Nördlich des Breitinden erhebt sich der 1536 Meter hohe Søndre Trolltinden und südlich der 1294 Meter hohe Mannen.
Der Mannen ist instabil und es stürzen immer wieder große Steinlawinen von seinen Hängen ins Romsdal. Insgesamt sind etwa 100.000.000 Kubikmeter Stein absturzgefährdet, was für das Romsdal und die darin befindlichen Häuser, sowie die Eisenbahnlinie Raumabanen eine erhebliche Gefahr bedeutet.
Westlich des Breitinden liegt auf 981 Meter Höhe der See Stigbotnvatnet und südlich auf 1071 Meter Höhe der See Børtjønna. Am Südhang des Breitinden entspringt die Istra. Sie fließt durch den See Børtjønna nach Westen bis zum See Alnesvatnet und bildet das Tal Alnesdalen südwestlich des Breitinden. Der See Alnesvatnet liegt auf der Ostseite der Trollstigen nordöstlich des Gebirgspasses Alnesreset.

## Tourismus
Vom kleinen Parkplatz Strupen, 800 Meter südlich des großen Parkplatzes mit dem Trollstigen Visitor Center am Trollstigen beginnt ein Wanderweg, der durch das Alnesdalen zum Gipfel des Mannen führt. Von dort aus kann der Gipfel des Breitinden mit Kletterei über den Grat nach Norden erreicht werden. Eine weitere Variante beginnt am großen Parkplatz mit dem Trollstigen Visitor Center am Trollstigen und führt nördlich am Stigbotnvatnet vorbei Richtung Søndre Trolltinden und dann mit Kletterei auf dem Grat nach Süden zum Breitinden.